# 유흥치
유흥치(劉興治, ?~1631년)는 또는 유오(다섯째)는 요동 사람으로 명나라 말기의 장수이다.

## 생애
유흥치는 유흥패(劉興沛), 유흥조(劉興祚), 유흥기(劉興基), 유흥량(劉興梁), 유흥현(劉興賢), 유흥방(劉興邦) 등 7형제가 있다.
오랫동안 요동을 지켰으며, 원숭환이 모문룡을 죽였을 때, 유흥치가 원숭환을 지지했기 때문에, 좌우무화자(左右無譁者)라고 하였다. 1630년 숭정 3년 4월 12일 진계성(陳繼盛)과 흠차통판 유응학 등 100명을 살해하고 가도로 도망한다.
그리고 암중에 홍타이지와 밀약을 맺고, 1631년 등래 총병 황용이 피도의 난을 평정하고 심세괴에 의해 살해되자 심세괴는 그곳에 주둔한다. 8월 21일 동래 순무 손원화가 유흥치와 유흥량의 수급을 베어서 북경으로 보냈다.

## 같이 보기
- 가도